# Семёнов-Тян-Шанский, Дмитрий Петрович
Дмитрий Петро́вич Семёнов-Тян-Ша́нский (до 1906 года — Семёнов; 7 ноября 1852 — 1 ноября 1917) — русский учёный-статистик, специалист по сельскому хозяйству; старший сын географа Петра Семёнова-Тян-Шанского, отец епископа Александра (Семёнова-Тян-Шанского). Действительный статский советник.

## Биография

### Происхождение и образование
Родился в городе Санкт-Петербурге 6 ноября 1852 года в семье известного русского географа, путешественника, государственного и общественного деятеля Петра Петровича Семенова-Тян-Шанского (1827—1914) и Веры Александровны Семеновой (в девичестве Чулковой, 1833—1853). Обучался в частной немецкой гимназии Карла Мая, закончил её в 1872 году с высокими оценками.
После окончания Дмитрий поступает Императорский Санкт-Петербургский университета на естественное отделение физико-математического факультета. В 1876 году он заканчивает полный курс университета кандидатом естественных наук. Его кандидатская работа посвященная эмбриологии растений и представленная профессору А. С. Фаминцыну, была издана в анналах Академии наук.

### На государственной службе по статистической части
Осенью 1876 года он поступает на службу в Министерство государственных имуществ, в департамент земледелия и сельской промышленности. Первым поручением на новом посту стало обследование Айбарского артезианского колодца в Крыму, прошедшего мимо водоносных слоев, несмотря на значительную глубину бурения. Был составлен отчет, с геологическим описанием пройденных пластов и причинами неудачных результатов бурения, он был издан в журнале «Сельское хозяйство и лесоводство».
В 1880 был назначен младшим редактором Статистического Отделения, обрабатывал данные об урожайности и другой сельскохозяйственной статистике.
Был ближайшим сотрудником отца как в вопросах организации переписей населения России, так и в общественной деятельности, унаследовав пост председателя Андреевского благотворительного общества. Также был председателем отдела статистики Русского географического общества. Д. П. Семёнов-Тян-Ша́нский принимал участие во Всероссийской Переписи населения 1897 года, так и во всех проводимых Общественным городским управлением переписях населения города Петербурга, исполняя обязанности заведующего переписным участком (1880, 1890, 1900 и 1910 годы).
Д. П. Семёнов-Тян-Ша́нский состоял членом комиссию по сооружению новых железных дорог от министерства земледелия. По роду службы посетил Всемирную Парижскую выставку, сельскохозяйственную выставку в Гебле в Швеции и некоторые другие в России. Один из авторов сборника под ред В. И. Ковалевского, подготовленного на русском и английском языках для Всемирной выставки в Чикаго.
Дмитрий Петрович, как специалист по сельскому хозяйству, был назначен в 1902 году чиновником для особых поручений при Министерстве внутренних дел по разработке положения о крестьянском землевладении. Получил ранг действительного статского советника.

### Научная и общественная деятельность
В Русском Географическом Обществе он исполнял обязанности секретаря отделения статистики, позднее стал его председателем. Редактировал издание части томов Записок общества.
В 1904 году был избран гласным городской думы Петербурга от округа Васильевского острова, переизбирался в течение 6 лет. Был активным благотворителем, председателем Андреевского благотворительного общества.
Умер 1 ноября 1917 года в возрасте 64 лет.

## Семья
Был женат (с 1878 года) на Евгении Михайловне Заблоцкой-Десятовской (1854—1920).
Дети:
- Рафаил (1879—1919) — управляющий имения, статистик. Осенью 1917 года был тяжело ранен, умер от истощения в Москве. Его сын — Кирилл Рафаилович (1910—1942), агроном, во время Великой Отечественной войны — артиллерист; погиб на фронте.
- Леонид (1880—1917) — университетский товарищ А. А. Блока, поэт-символист, толстовец, убит в революцию.
- Михаил (1882—1942) — участник Первой мировой войны, доктор географических наук, писатель, умер в блокаду[3].
- Вера (1883—1984) — мемуаристка, художница.
- Ариадна (1885—1920) — художник-декоратор, во время Первой мировой войны сестра милосердия. Её муж Павел Яковлевич Миттул (Миттулис), агроном. После присоединения Латвии к СССР, в конце 1940 года был арестован, умер в 1942 году в Норильлаге.  Дочь — Елена (1919—2005, США). Внук Ариадны Дмитриевны (сын Елены) — Янис живёт в США.
- Николай (1888—1974)[4] — морской офицер, белоэмигрант, умер в Париже. Жена — Нина Петровна Барк (1900—1975), дочь П.Барка. Их дети: Мария (1923—2007), Петр (1925—2003), Софья (г.р. 1935).  Внуки — Ирина (Ирэн) Петровна Семенова-Тян-Шанская и Кирилл Петрович Семёнов-Тян-Шанский (род. 1964), живут во Франции.
- Александр (1890—1979) — епископ Зилонский, викарий Западно-Европейской Архиепископии Константинопольского Патриархата, умер в Париже.